# Furia (serie de televisión)
Furia es una serie de televisión por internet española de comedia negra creada, escrita y codirigida por Félix Sabroso para Max. Está protagonizada por Candela Peña, Carmen Machi, Cecilia Roth, Nathalie Poza y Pilar Castro. Estrenada en Max en julio de 2025.

## Trama
Marga (Carmen Machi) es una snob artista cuyo marido, Roberto (Alberto San Juan), la engaña con su asistenta, Tina (Claudia Salas), y la ha dejado embarazada. Vera (Pilar Castro), una cocinera mediática, se ve obligada a cerrar su negocio por los ataques de un incisivo crítico. Nat (Candela Peña), una dependienta de alta moda, ve su puesto de trabajo amenazado cuando sus jefes empiezan a contratar a gente más joven. Adela (Nathalie Poza) y su anciana madre están a punto de ser desahuciadas por su cruel casero. Victoria (Cecilia Roth), una actriz porno olvidada de los 70, recibe una oferta de trabajo que podría haber sido su regreso, pero resulta ser un engaño. Las situaciones difíciles de las cinco mujeres, conducidas al límite, las obligan a buscar venganza.

## Reparto

### Principal
- Carmen Machi como Marga Ackermann
- Candela Peña como Natividad "Nat"
- Pilar Castro como Vera Laso
- Nathalie Poza como Adela
- Cecilia Roth como Victoria

### Secundario
- Claudia Salas como Tina
- Alberto San Juan como Roberto (Episodio 1; Episodio 3; Episodio 5)
- Ana Torrent como Rosa (Episodio 1 - Episodio 2; Episodio 5)
- Claudia Roset como Lu (Episodio 1; Episodio 5)
- Pepón Nieto como Seve (Episodio 1; Episodio 4)
- Francesc Garrido como Borja (Episodio 1; Episodio 3; Episodio 5)
- Marilú Marini como Pilar (Episodio 1; Episodio 4)
- Mima Riera como Megan (Episodio 1 - Episodio 2; Episodio 5)
- Natalie Pinot como Loreto (Episodio 1; Episodio 4 - Episodio 5)
- Martxelo Rubio como Raúl (Episodio 1; Episodio 4 - Episodio 5)
- Antonio Pagudo como Miguel (Episodio 1 - Episodio 2)
- Iván Pellicer como Marcel (Episodio 2)
- Pedro Casablanc como Emilio Durán (Episodio 3)
- Celia de Molina como Recepcionista (Episodio 3)
- Pol Hermoso como Rodrigo (Episodio 5)

### Invitado
- Pablo Derqui como Javier (Episodio 1)
- Guanliang Yang como Yoshida (Episodio 1; Episodio 3)
- Jessica Serna como Milagros (Episodio 1; Episodio 3)
- Jorge Clemente como Toni (Episodio 2; Episodio 4)
- Luis Jaspe como Abraham (Episodio 3)
- Julián Ortega como Andrés (Episodio 4)

## Episodios
| N.º | Título         | Dirigido por               | Escrito por                | Fecha de lanzamiento original |
| --- | -------------- | -------------------------- | -------------------------- | ----------------------------- |
| 1   | «Marga y Tina» | Félix Sabroso              | Félix Sabroso              | 11 de julio de 2025           |
| 2   | «Nat»          | Félix Sabroso              | Félix Sabroso              | 11 de julio de 2025           |
| 3   | «Vera»         | Félix Sabroso              | Félix Sabroso              | 18 de julio de 2025           |
| 4   | «Adela»        | Félix Sabroso y Jau Fornés | Juan Flahn y Félix Sabroso | 25 de julio de 2025           |
| 5   | «Victoria»     | Félix Sabroso              | Félix Sabroso              | 1 de agosto de 2025           |
| 6   | «Megan y Lu»   | Félix Sabroso              | Félix Sabroso              | 8 de agosto de 2025           |
| 7   | «¿Familia?»    | Félix Sabroso y Jau Fornés | Juan Flahn y Félix Sabroso | 15 de agosto de 2025          |

## Producción
El 9 de mayo de 2024, durante la presentación de la plataforma Max en España, la plataforma anunció una de sus primeras series españolas tras la renombración, Furia, la cual estaría creada y dirigida por Félix Sabroso. Candela Peña, Carmen Machi, Cecilia Roth, Nathalie Poza y Pilar Castro fueron anunciadas como las actrices protagonistas. El rodaje de la serie comenzó unos días después, a mediados de mayo de 2024, y tuvo lugar en Madrid.

## Lanzamiento y marketing
El 14 de mayo de 2025, Max anunció que Furia se estrenaría en su plataforma en julio. El 11 de junio de 2025, se anunció que la serie tendría su estreno mundial en el festival Lo Que Viene antes de su lanzamiento en Max. Poco después, Max lanzó el tráiler de la serie y finalizó su fecha de estreno como el 11 de julio de 2025. La plataforma también anunció que ese día se estrenarían los dos primeros capítulos, mientras que el resto de la serie se estrenaría de forma semanal.